# Episodi di Il commissario Köster (sesta stagione)
La sesta stagione della serie televisiva Il commissario Köster è stata trasmessa in prima visione negli Germania da ZDF dal gennaio 1982. 
| n. | Titolo originale           | Titolo italiano              | Prima TV Germania | Prima TV Italia |
| -- | -------------------------- | ---------------------------- | ----------------- | --------------- |
| 1  | Tod eines Aussteigers      | Morte di un dissociato       | 8 gennaio 1982    |                 |
| 2  | Teufelsküche               | La rosa tatuata              | 12 febbraio 1982  |                 |
| 3  | Tote Lumpen jagt man nicht | Ai morti non si dà la caccia | 26 marzo 1982     |                 |
| 4  | Hass                       | Odio                         | 7 maggio 1982     |                 |
| 5  | Der Überfall               | La rapina                    | 25 giugno 1982    |                 |
| 6  | Eine Frau ist verschwunden | Una donna è scomparsa        | 30 luglio 1982    |                 |
| 7  | Der rote Faden             | Un filo rosso                | 13 agosto 1982    |                 |
| 8  | Die Beute                  | Il bottino                   | 10 settembre 1982 |                 |
| 9  | „Ich werde dich töten“     | Ti ucciderò                  | 8 ottobre 1982    |                 |
| 10 | Tod am Sonntag             | Una domenica di morte        | 12 novembre 1982  |                 |

## Morte di un dissociato
- Titolo originale: Tod eines Aussteigers
- Diretto da: Jürgen Goslar
- Scritto da: Bruno Hampel
- Interpreti: Siegfried Lowitz - Erwin Köster, Michael Ande - Heymann, Jan Hendriks - Martin Brenner, Henning Schlüter - Millinger, Anne-Marie Kuster - Barbara Brassen, Rolf Henniger - Prof. Brassen, Wolf Roth - Dr. Lothar Seitz, Andreas Seyferth - Klaus Radek, Hannes Kaetner - Hauswart Schraps

### Trama
Il commissario indaga su un tentato omicidio di un individuo, correlato al furto di una cassetta postale.

### Colonna sonora
- Frank Duval, Feel Me

## La rosa tatuata
- Titolo originale: Teufelsküche
- Diretto da: Theodor Grädler
- Scritto da: Volker Vogeler
- Interpreti: Siegfried Lowitz - Erwin Köster, Michael Ande - Heymann, Jan Hendriks - Martin Brenner, Henning Schlüter - Millinger, Wolfgang Zerlett - Meyer Zwo, Robert Meyer - Werner Furth, Brigitte Horney - Mama Prott, Gert Haucke - Werner Prott, Nikolas Lansky - Patrick Frank, Paul Muller - Fabio Bonetti, Reinhard Kolldehoff - Werner Brinkmann, Dirk Galuba - Karl, Werner Schulenberg - Freddy, Nino Korda - Rex, Harry Engel - Harry, Walter Doppler - Peter

### Trama
Il commissario indaga su una rapina a mano armata in una bisca clandestina.

### Colonna sonora
- Mario Lanza, Ave Maria di Franz Schubert
- Bob Marley & the Wailers, Lively Up Yourself

## Ai morti non si dà la caccia
- Titolo originale: Tote Lumpen jagt man nicht
- Diretto da: Günter Gräwert
- Scritto da: Detlef Müller
- Interpreti: Siegfried Lowitz - Erwin Köster, Michael Ande - Heymann, Jan Hendriks - Martin Brenner, Henning Schlüter - Millinger, Wolfgang Zerlett - Meyer Zwo, Edwin Marian - Georg Frensen, Christa Berndl - Jutta Frensen, Sonja Sutter - Gerda Lammers, Herbert Fleischmann - Bodo Lammers, Iris Berben - Marlis Wirth, Alf Marholm - Rechtsanwalt Becker, Georg Maier - Forstinspektor Polzig, Sergio Porta

### Trama
Il commissario indaga su un omicidio di un truffatore, titolare di un'agenzia finanziaria, che sparisce dopo aver rubato i fondi dei clienti.

### Colonna sonora
- Barbra Streisand e Barry Gibb, Guilty
- ABBA, Gimme! Gimme! Gimme! (A Man After Midnight)
- Kim Carnes, Bette Davis Eyes

## Odio
- Titolo originale: Hass
- Diretto da: Zbynek Brynych
- Scritto da: Volker Vogeler
- Interpreti: Siegfried Lowitz - Erwin Köster, Michael Ande - Heymann, Jan Hendriks - Martin Brenner, Henning Schlüter - Millinger, Wolfgang Zerlett - Meyer Zwo, Ernst Schröder - Dr. Ludger Brinkmar, Ursula Lingen - Marianne Brinkmar, Rudolf Schündler - Butler Georg, Gila von Weitershausen – Marga Berthold, Ullrich Haupt - Prof. Schramm, Sky du Mont - Herr X, Alf Marholm - Dr. Westfal, Eva Kinsky - Frau Remus, Holger Petzold - Werner Preuß

### Trama
Il commissario indaga su un tentato omicidio ad una donna moglie di un imprenditore; il marito era al cinema con l'amante durante l'accaduto. La moglie verrà poi sequestrata per riscatto dal letto dell'ospedale.

### Colonna sonora
- Richard Clayderman, L'heure bleue
- Bert Kaempfert & His Orchestra, Bye Bye Blues

## La rapina
- Titolo originale: Der überfall
- Diretto da: Alfred Weidemann
- Scritto da: Volker Vogeler
- Interpreti: Siegfried Lowitz - Erwin Köster, Michael Ande - Heymann, Jan Hendriks - Martin Brenner, Wolfgang Zerlett - Meyer Zwo, Sascha Hehn – Frank Gart, Alwy Becker – Frau Gart, Edda Seippel - Berta Erdmann, Arthur Brauss - Georg Vandrey, Ute Willing - Petra Tom, Konrad Georg – Walter Molder, Rainer Hunold – Wachmann Hagen, Erica Schramm - Frau Wehmayer, Walter Gnilka - dr. Wegner

### Trama
Un addetto alla sicurezza uccide un rapinatore dopo che ha rapinato la tesoreria di un centro commerciale. I sospetti cadranno su chi ha fatto sparire il bottino nelle fasi concitate della sparatoria.

## Una donna è scomparsa
- Titolo originale: Eine Frau ist verschwunden
- Diretto da: Helmuth Ashley
- Scritto da: Detlef Müller
- Interpreti: Siegfried Lowitz - Erwin Köster, Michael Ande - Heymann, Jan Hendriks - Martin Brenner, Henning Schlüter - Millinger, Wolfgang Zerlett - Meyer Zwo, Rudolf Platte - Eugen Amon, Ute Cremer - Barbara Steinhard e Waltraud Amon, Raimund Harmstorf - Harald Steinhard, Angela Hillebrecht - Ingrid Bucher, Gefion Helmke - Elisabeth Domella, Grete Zimmer - Zimmerwirtin, Wilfried Klaus - Herr Walter, Heini Göbel - Trauerredner, Dorothea May, Bernhard Helfrich - Winterhof

### Trama
Il commissario indaga sulla scomparsa di una giovane donna bibliotecaria che senza avvisare l'anziano padre fa perdere le sue tracce.

## Un filo rosso
- Titolo originale: Der rote Faden
- Diretto da: Theodor Grädler
- Scritto da: Volker Vogeler
- Interpreti: Siegfried Lowitz - Erwin Köster, Michael Ande - Heymann, Jan Hendriks - Martin Brenner, Henning Schlüter - Millinger, Wolfgang Zerlett - Meyer Zwo, Werner Kreindl, Gaby Herbst, Käte Jaenicke, Hans Georg Panczak, Josef Fröhlich, Maria Sebaldt, Thomas Astan, Werner Asam

### Trama
Un banca viene rapinata da un individuo mascherato; la rapina si rivelerà finta, una messinscena.

## Il bottino
- Titolo originale: Die Beute
- Diretto da: Helmuth Ashley
- Scritto da: Detlef Müller
- Interpreti: Siegfried Lowitz - Erwin Köster, Michael Ande - Heymann, Jan Hendriks - Martin Brenner, Henning Schlüter - Millinger, Wolfgang Zerlett - Meyer Zwo, Christiane Krüger - Marga Thielen, Christian Quadflieg - Ulrich Thielen, Anja Schüte - Angela Thielen, Volker Eckstein - Achim Kubisch, Alexander Kerst - Thilo Seyfart, Marilene von Bethmann - Seyfart, Karl Walter Diess - Walter Thielen, Wilfried Klaus - venditore, Jan Biczycki - custode, Helmut Zierl - Wolfgang Hogstraat

### Trama
In un'azienda che commercia gioielli avviene una rapina a mano armata. Nell'azienda lavora una donna che si sta separando dal marito dopo diversi anni di matrimonio. Durante la rapina muore la moglie del titolare.

### Colonna sonora
- Hans Hammerschmid, Groovy Boogie

## Ti ucciderò
- Titolo originale: „Ich werde dich töten“
- Diretto da: Theodor Grädler
- Scritto da: Volker Vogeler
- Interpreti: Siegfried Lowitz - Erwin Köster, Michael Ande - Heymann, Jan Hendriks - Martin Brenner, Henning Schlüter - Millinger, Wolfgang Zerlett - Meyer Zwo, Günther Ungeheuer - Gerhard Wolf, Martin Semmelrogge - Werner Wolf, Peter von Strombeck - Ille, Ralf Richter - Bernd, Silvia Reize - Karin Bogadan, Rudolf Schündler - Walter Falk, Franziska Stömmer - Frau Walter, Sabine Kretzschmar - Stefan Miller

### Trama
Due rapinatori armati vogliono rapinare un'azienda con il titolare presente, per fargli aprire la cassaforte. La cassaforte risulterà vuota. Nel momento di andare via i due rapinatori vengono raggiunti dal fuoco del titolare che teneva un'arma. Uno dei due rimarrà ferito e poi morirà.

## Una domenica di morte
- Titolo originale: Tod am Sonntag
- Diretto da: Zbynek Brynych
- Scritto da: Volker Vogeler
- Interpreti: Siegfried Lowitz - Erwin Köster, Michael Ande - Heymann, Jan Hendriks - Martin Brenner, Henning Schlüter - Millinger, Wolfgang Zerlett - Meyer Zwo, Ida Krottendorf - Gerda Brand, Karl Obermayr - Helmut Brand, Arthur Brauss - Bertold Brand, Maria Singer - Ellie Schubert, Sigfrit Steiner - Albert Schubert, Uwe Dallmeier - Opa Waldorn, Ulli Kinalzik - Karl Budnartz, Margot Mahler - Frau Prelle, Anton Feichtner, Günter Clemens

### Trama
Una domenica avviene un duplice omicidio in un piccolo villaggio di campagna. Le indagini si indirizzeranno su un regolamento di conti tra delinquenti.